# Льонолисник лежачий
Льонолисник лежачий, льонолисник простертий (Thesium procumbens) — вид рослин з родини санталових (Santalaceae), поширений у Європі й західній Азії.

## Опис
Багаторічна, рідше Дворічна рослина 15–30 см. Приквітки в 2 рази перевищують квітки. Стебла прямостійні, борознисті. Листки лінійні, до 3 см завдовжки, з 1–3 добре вираженнями жилками. Китиця ніколи не буває односторонньою.

## Поширення
Поширений у Європі й західній Азії.
В Україні вид зростає в степах, на схилах і відслоненнях — у Лісостепу на півдні, Степу та Криму.